# Tyda.se
Tyda.se är en webbaserad översättningstjänst som översätter framförallt ord och uttryck från svenska till engelska, och tvärtom. Tyda.se har även i begränsad omfattning ord och uttryck från svenska och till tyska, franska, spanska, norska, danska, latin och tvärtom. Företaget som äger Tyda.se är sedan 2019 Life of Svea. Grundaren är Anders Forsberg.
Tyda tillhörde 2008–2011 Wyatt Media Group, som bland andra även ägde webbplatsen Lunarstorm. Den 8 juni 2011 köptes Wyatt Media Group av Nyheter24-Gruppen. Första versionen av denna översättningstjänst blev tillgänglig i mars år 2006 och har därefter försetts med bland annat egna ordlistor. Tjänsten innehåller cirka 1,5 miljoner olika ord, som utökas med hjälp av användarna.

## Övrig verksamhet
- synonymer.cc (sedan 2010) med 600 000 synonymer.
- Tesaurus (sedan 2010) vilket är en begreppsordbok med 160 000 ord.

## Priser och utmärkelser
- Tjänsten har bland annat utnämnts till "Månadens sajt" av tidningen Internetworld.